# Клінтон (округ Баррон, Вісконсин)
Клінтон (англ. Clinton) — місто (англ. town) в США, в окрузі Беррон штату Вісконсин. Населення — 870 осіб (2020).

## Демографія
Згідно з переписом 2010 року, у місті мешкало 879 осіб у 323 домогосподарствах у складі 244 родин. Було 400 помешкань
Расовий склад населення:
| - 98,3 % — білих - 0,6 % — корінних американців - 0,5 % — азіатів |

До двох чи більше рас належало 0,1 %. Частка іспаномовних становила 2,5 % від усіх жителів.
За віковим діапазоном населення розподілялося таким чином: 25,6 % — особи молодші 18 років, 58,9 % — особи у віці 18—64 років, 15,5 % — особи у віці 65 років та старші. Медіана віку мешканця становила 39,6 року. На 100 осіб жіночої статі у місті припадало 112,3 чоловіків;  на 100 жінок у віці від 18 років та старших — 108,9 чоловіків також старших 18 років.
Середній дохід на одне домашнє господарство  становив 59 940 доларів США (медіана — 47 583), а середній дохід на одну сім'ю — 69 657 доларів (медіана — 53 125). Медіана доходів становила 42 083 долари для чоловіків та 26 667 доларів для жінок. За межею бідності перебувало 8,2 % осіб, у тому числі 2,6 % дітей у віці до 18 років та 10,5 % осіб у віці 65 років та старших.
Цивільне працевлаштоване населення становило 345 осіб. Основні галузі зайнятості: виробництво — 27,0 %, сільське господарство, лісництво, риболовля — 15,7 %, освіта, охорона здоров'я та соціальна допомога — 12,5 %, транспорт — 10,1 %.